# Leonel Ezequiel Felice
Leonel Felice (Avellaneda, Buenos Aires, Argentina, 31 de agosto del 1983) es un futbolista argentino que se desempeña de delantero. Actualmente juega en EFI Juniors (San Luis) de la Liga Sanluiseña

## Trayectoria
Realizó las inferiores el club Arsenal de Sarandì donde llegó a formar parte del equipo ascendido a primera en 2002, tras quedar relegado del plantel de primera, pasa a jugar al Club Cramer que participaba de la Liga Quilmeña Sudeste donde por dos años recibió el trofeo de máximo goleador (23 y 21 goles-13 fechas disputadas).
En 2006 llega al club Atlético Villa Gesell a disputar el Torneo del Interior 2007, la Liga Madariaguense de fútbol 2007 y Torneo del Interior 2008 donde convirtió 23 goles entr las dos competiciones. Eso lo llevaron a jugar al club sanjuanino Juventud Alianza que participaba del Argentino B 2008/09 donde jugó muy pocos partidos alcansando solo 3 goles, en el año 2009 terminó jugando en Huracán de Arribeños la Liga de Gral. Arenales con un saldo de 9 tantos.
A principio del año 2010 llegó al club Estudiantes de la Ciudad de San Luis donde jugó el Torneo del Interior 2010 y la Liga Sanluiseña convirtiendo 11 tantos. El 15 de julio de ese año llegó como refuerzo del club Rivadavia de Lincoln donde jugó la primera fase del Argentino A 2010/11 (9 partidos, 3 goles).
En 2011 vistió por segunda vez la casaca del club Estudiantes de San Luis para el Torneo del Interior 2011 jugando 8 partidos con 6 goles que lamentablemente no alcansaron para que el club pase a la tersera fase, en la Liga Sanluiseña jugó 3 y convirtió 4 tantos.

### Nuevos horizontes
A fines de 2011 fue a probar suerte a Vietnam, firmó contrato en el club Hanoi Football Club donde en 2013 consiguiendo el segundo título en la historia del club siendo uno de los goleadores del equipo. A mediados de 2013 jugó por seis meses la rueda final de la segunda división de Vietnam ascendiendo a primera con el club Than Quảng Ninh F.C..
En 2014 pasó a jugar al club Geylang United FC de Singapur jugando 30 partidos con 16 tantos.

## Clubes
Actualizado el 28 de julio de 2017.
| Club                            | País      | Año               |
| ------------------------------- | --------- | ----------------- |
| Arsenal de Sarandì              | Argentina | 2001 - 2002       |
| Club Cramer (Sarandi)           | Argentina | 2003 - 2006       |
| Atlético Villa Gesell           | Argentina | 2007              |
| Juventud Alianza                | Argentina | 2008 - 2009       |
| Huracán FC (Arribeños)          | Argentina | 2009              |
| Estudiantes SL                  | Argentina | 2010              |
| Rivadavia de Lincoln            | Argentina | 2010              |
| Estudiantes SL                  | Argentina | 2011              |
| Hanoi T&T Football Club         | Vietnam   | 2011 - 2013       |
| Than Quảng Ninh                 | Vietnam   | 2013              |
| Quan Xing                       | China     | 2014 - 2015       |
| Geylang United FC               | Singapur  | 2015 - 2016       |
| Jorge Newbery de Villa Mercedes | Argentina | 2016              |
| Estudiantes SL                  | Argentina | 2016 - 2021       |
| EFI Juniors (San Luis)          | Argentina | 2021 - actualidad |

## Palmarés
| Título                  | Club                    | País      | Año  |
| ----------------------- | ----------------------- | --------- | ---- |
| Primera B Nacional      | Arsenal de Sarandì      | Argentina | 2002 |
| V-League                | Hanoi T&T Football Club | Vietnam   | 2013 |
| V-League 2 (2º ascenso) | Than Quảng Ninh F.C.    | Vietnam   | 2013 |